# تريس بونتاس
تريس بونتاس بلدية تقع في جنوب ولاية ميناس جيرايس بالبرازيل. وهي مدينة جميع شوارعها معبدة في مناطقها الحضرية، وتتواجد بها خدمات المياه والصرف الصحي لجميع الناس.
يبلغ عدد سكان البلدية حوالي 54 ألف نسمة، وتبلغ الكثافة السكانية فيها 78،12hab / كيلومتر مربع.

الطريق MG-167 هو الطريق المعبد الوحيد الذي يمر عبر المدينة، لكن طريق رودوفيا فيرناو دياس لا يبعد عنها أكثر من 50 كيلومتر، ويمر من وسط المدينة عبر بلدة (فارجينها Varginha). 
| البيانات المناخية لـ{{{location}}} | البيانات المناخية لـ{{{location}}} | البيانات المناخية لـ{{{location}}} | البيانات المناخية لـ{{{location}}} | البيانات المناخية لـ{{{location}}} | البيانات المناخية لـ{{{location}}} | البيانات المناخية لـ{{{location}}} | البيانات المناخية لـ{{{location}}} | البيانات المناخية لـ{{{location}}} | البيانات المناخية لـ{{{location}}} | البيانات المناخية لـ{{{location}}} | البيانات المناخية لـ{{{location}}} | البيانات المناخية لـ{{{location}}} | البيانات المناخية لـ{{{location}}} |
| الشهر                              | يناير                              | فبراير                             | مارس                               | أبريل                              | مايو                               | يونيو                              | يوليو                              | أغسطس                              | سبتمبر                             | أكتوبر                             | نوفمبر                             | ديسمبر                             | المعدل السنوي                      |
| ---------------------------------- | ---------------------------------- | ---------------------------------- | ---------------------------------- | ---------------------------------- | ---------------------------------- | ---------------------------------- | ---------------------------------- | ---------------------------------- | ---------------------------------- | ---------------------------------- | ---------------------------------- | ---------------------------------- | ---------------------------------- |
| [بحاجة لمصدر]                      |                                    |                                    |                                    |                                    |                                    |                                    |                                    |                                    |                                    |                                    |                                    |                                    |                                    |

## المنطقة الحضرية

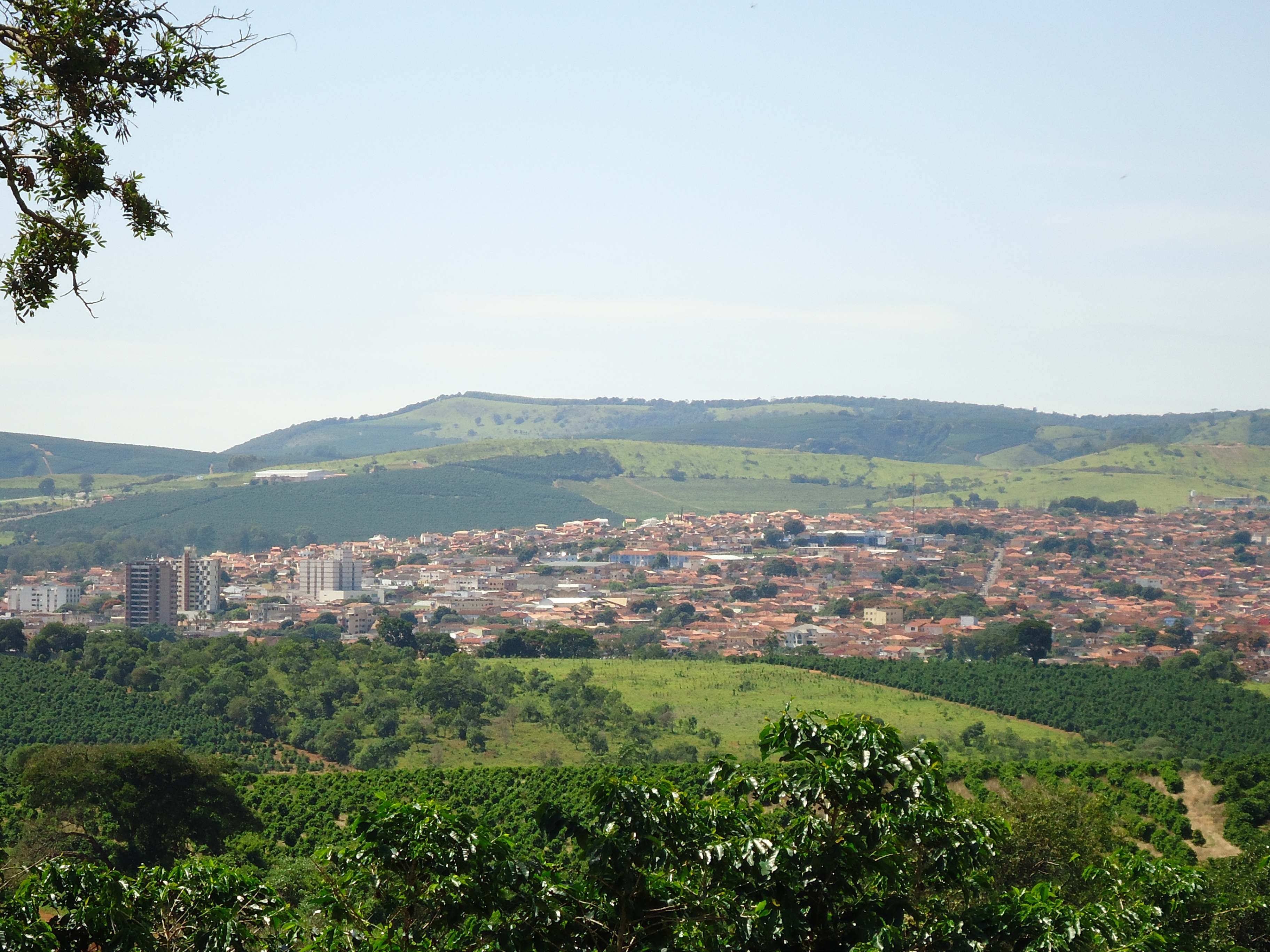
عرض تريس بونتاس

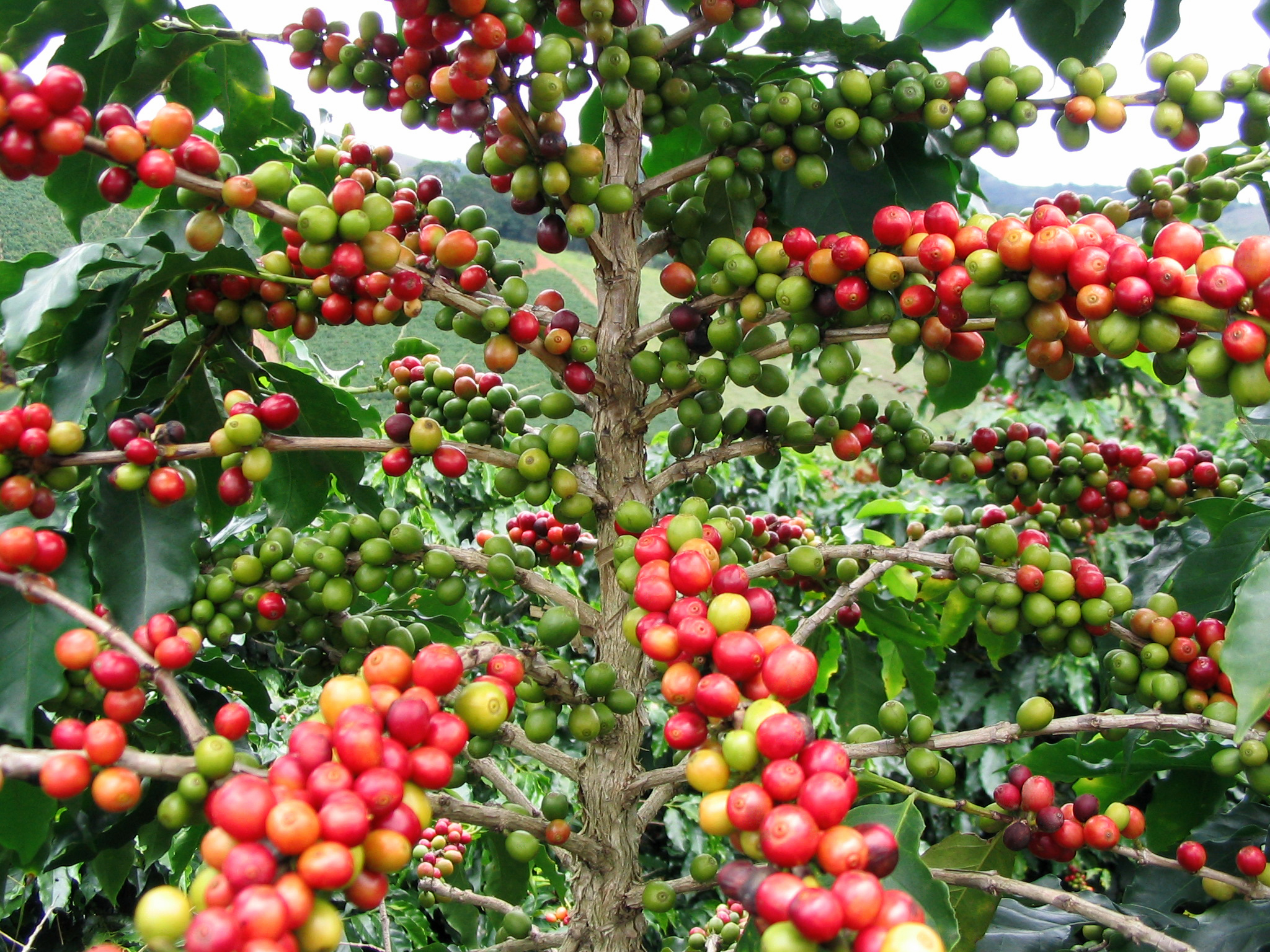
القهوة هي المنتج الرئيسي لاقتصاد المدينة.

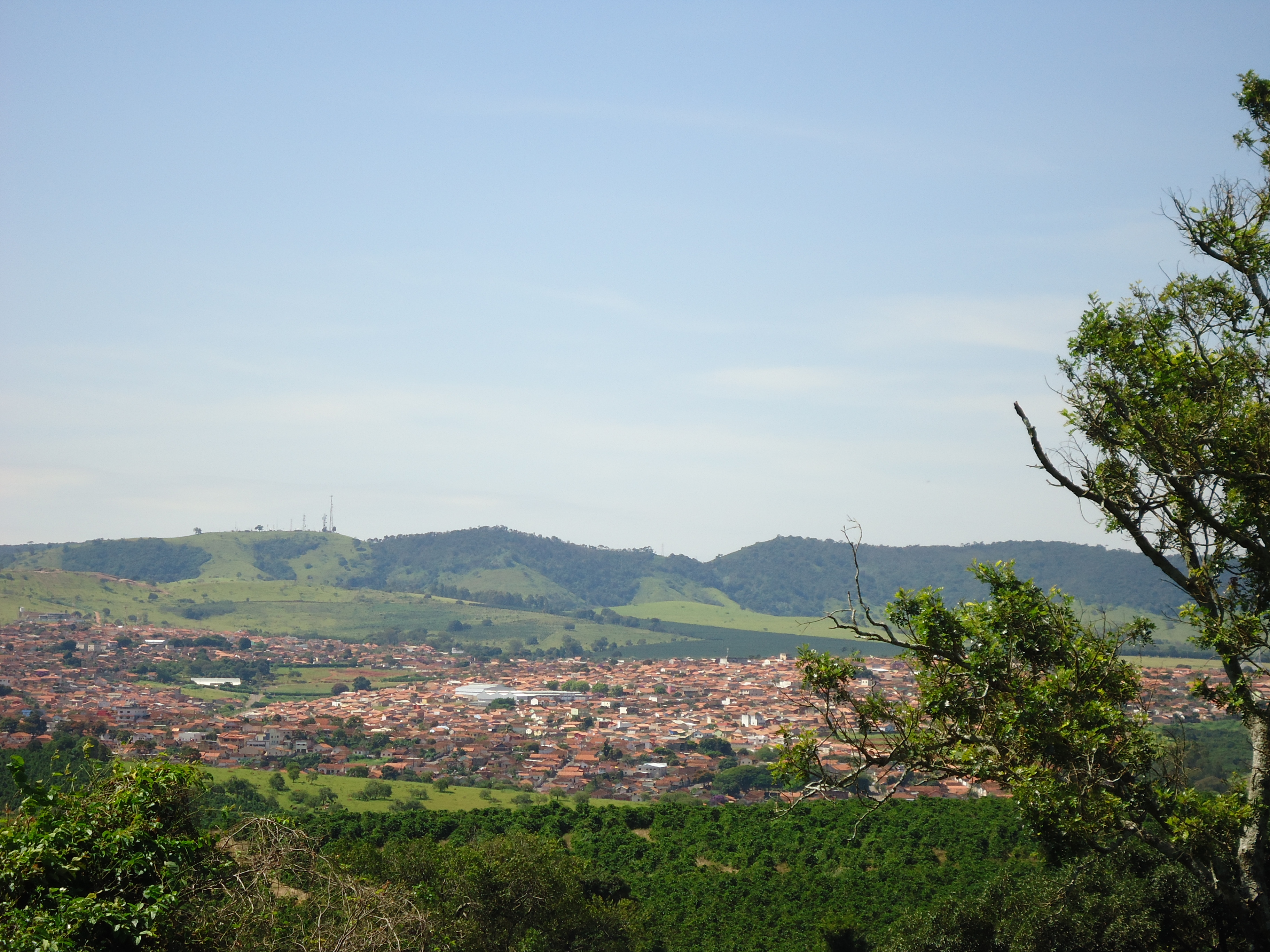
جبال بالقرب من تريس بونتاس. يعد فندق Farm Pedra Negra الأشهر من بين هذه الجبال، كونه وجهة سياحية.

اللون أو العرق
| لون البشرة | عدد الأشخاص | النسبة المئوية |
| ---------- | ----------- | -------------- |
| أبيض       | 26754       | 49.7٪          |
| أسود       | 5554        | 10.3٪          |
| الأصفر     | 305         | 0.6٪           |
| بنى        | 21220       | 39.4٪          |

الزراعة الدائمة 
| عام                | موز   | قهوة      | جوافة | البرتقالي | فاكهة العاطفة | يوسفي |
| ------------------ | ----- | --------- | ----- | --------- | ------------- | ----- |
| 1990               | 26    | 24032     | -     | 6630      | -             | 1740  |
| 2000               | 3     | 35904     | -     | 5538      | -             | 702   |
| 2010               | 40    | 29808     | 4     | 108       | 10            | 126   |
| قيمة الإنتاج (R $) |       |           |       |           |               |       |
| 2000               | 13000 | 42474000  | -     | 223       | -             | 49    |
| 2010               | 22    | 157982000 | 6     | 52        | 6             | 40    |

الزراعة المؤقتة
| المنتج    | قيمة الإنتاج (R $) (2000). | قيمة الإنتاج (R $) (2010) | المساحة المزروعة (هكتار) (1990). | المساحة المزروعة (هكتار) (2000) | المساحة المزروعة (هكتار) (2010) |
| --------- | -------------------------- | ------------------------- | -------------------------------- | ------------------------------- | ------------------------------- |
| أرز       | 49000                      | 11000                     | 603                              | 200                             | 8                               |
| قصب السكر | -                          | 14000                     | 6118                             | (دادوس سيم)                     | 10                              |
| فاصوليا   | 502000                     | 1764000                   | 2400                             | 1100                            | 1200                            |
| الكسافا   | 77000                      | 90000                     | 14                               | 17                              | 10                              |
| حبوب ذرة  | 3125000                    | 6300000                   | 4000                             | 4000                            | 3500                            |
| طماطم     | -                          | 960000                    | -                                | -                               | 12                              |

الإنتاج الحيواني  (أعداد الحيوانات)
| عام  | الأبقار | خيل  | جاموس | Asinines | Hinnies | انثي خنزير | الماعز | خروف | الدجاج |
| ---- | ------- | ---- | ----- | -------- | ------- | ---------- | ------ | ---- | ------ |
| 1974 | 26724   | 848  | -     | -        | -       | 3124       | 22     | 91   | 40000  |
| 1980 | 20261   | 1500 | -     | -        | 350     | 6307       | -      | -    | 37826  |
| 1990 | 20500   | 1070 | -     | 119      | 119     | 438        | -      | 27   | 32000  |
| 2000 | 20000   | 1620 | 120   | 20       | 140     | 2110       | 50     | 20   | 6400   |
| 2009 | 21727   | 1790 | 262   | 80       | 185     | 1770       | 72     | 21   | 6120   |

## روابط خارجية
- IBGE
- AluguelTP - Aluguel de casas، aptos e salas comerciais em Três Pontas
- CicloTP - Ciclism و trailsin تريس بونتاس والمنطقة
- Prefeitura Municipal - Prefeitura Municipal de Três Pontas.
- مدونة فعل Silvano Alves - مدونة تظهر أخبار Três Pontas.
- Câmara Municipal de Três Pontas - Camara of Três Pontas
- خريطة Três Pontas على خرائط جوجل
- خريطة Três Pontas في مصمم خرائط Google
- كوكاتريل